# 太白贝母
太白贝母（学名：Fritillaria taipaiensis）为百合科贝母属下的一个种。

## 扩展阅读
- 維基物種上的相關：太白贝母